# 滕布羅埃克 (阿拉巴馬州)
滕布羅埃克（英語：Ten Broeck）是一個位於美國阿拉巴馬州迪卡爾布縣的非建制地區。該地的面積和人口皆未知。

## 地理
滕布羅埃克的座標為34°25′04″N 85°59′13″W / 34.41777°N 85.98694°W，而該地最高點為海拔高度362米（即1188英尺）。